# Classic Cannibal Corpse
Classic Cannibal Corpse är death metal-bandet Cannibal Corpses första box, som gavs ut den 31 augusti 2002 av Metal Blade Records. 
Denna box innehåller de fyra första alstren som Cannibal Corpse har gett ut. Tre stycken ocensurerade posters på de tre första albumen och en sticker skickades med boxen. I Tyskland kunde man inte köpa boxen förrän i juni 2006 på grund av att albumomslagen ansågs vara för stötande.
De fyra albumen som följer med boxen är:
- Eaten Back to Life	39:50
- Butchered at Birth	40:32
- Tomb of the Mutilated	39:23
- Hammer Smashed Face	15:18